# 세메레디 엔드레
세메레디 엔드레(헝가리어: Szemerédi Endre, IPA: [ˈsɛmɛreːdi ˈɛndrɛ], 1940년 8월 21일 ~ )는 헝가리 태생의 수학자다. 조합론과 이론 컴퓨터 과학에 공헌하였다. 현재 럿거스 대학교 컴퓨터 과학부 교수로 있으며 2012년에 아벨상을 수상하였다.

## 생애
부다페스트에서 태어났다. 부모의 바람대로 의사가 되기 위해 의과대학에 진학했으나 반년 만에 중퇴하고 다시 외트뵈시 로란드 대학교에 들어가 수학을 공부했다. 이후 모스크바 국립 대학교에서 이즈라일 겔판트의 지도 하에 박사 학위를 취득했는데, 본래 알렉산드르 겔폰트 문하에 들어가려던 것을 이름의 철자를 틀려 잘못 들어간 것이라고 한다.
주된 연구 분야는 이산수학으로, 특히 에르되시 팔과 투란 팔에 의해 추측된 세메레디의 정리를 1975년 증명한 업적이 잘 알려져 있다. 1986년부터 현재까지 럿거스 대학교의 교수로 있다.